# Franz-Josef Nieberding
Franz-Josef Nieberding (* 25. April 1969 in Lohne (Oldenburg)) ist ein ehemaliger deutscher Radrennfahrer in der Disziplin Querfeldeinrennen. Er wurde 1997 Deutscher Meister im Querfeldeinrennen und Siebter der Weltmeisterschaften in München. Nach der Cyclocrosssaison 2005/06 beendete er seine Laufbahn.